# بونیتو (ماتو گروسو دو سول)
بونیتو (به پرتغالی: Bonito) یک شهرداری در برزیل است که در ماتوگروسو جنوبی واقع شده‌است. بونیتو ۴٬۹۳۴ کیلومتر مربع مساحت و ۲۲٬۱۹۰ نفر جمعیت دارد و ۳۱۵ متر بالاتر از سطح دریا واقع شده‌است.